# Mr Revija za mala računala

mr Revija za mala računala bio je prvi računalni časopis na području Hrvatske u izdanju NNRO "Sportska tribina" Zagreb 1985. Sjedište redakcije bilo je u Zagrebu. Tiskana su dva broja.

## Vanjske poveznice
- Zadnja stranica